# Asier Antonio
Asier Antonio Marcos (Irún, Guipúzcoa, 10 de julio de 1979) es un jugador de balonmano español. Juega en la posición de lateral izquierdo y sobresale en la faceta defensiva. Actualmente es asistente de entrenador del Cavigal Nice Handball de la Proligue de Francia(segunda división). Mide 2,04 metros y pesa 108 kg. Se retiró en 2018.
Ha sido internacional con la selección de balonmano de España, con la que jugó el Europeo de Noruega 2008.

## Equipos
- BM Bidasoa (1997 - 2002)
- Balonmano Cantabria (2002 - 2004)
- BM Valladolid (2004 - 2012)
- BM Aragón (2012 - 2015)
- Benfica (2015 - 2015)[2]
- Cavigal Nice Handball (2015 - 2018)

## Palmarés

### Con clubes
- 2 Copa del Rey: 2004-05 y 2005-06
- 1 Subcampeón de la Recopa de Europa: 2006
- 1 Recopa de Europa: 2008-2009